# Консейсан, Эберт
Э́берт да Консейса́н Со́уза (порт.-браз. Hebert Conceição Sousa, род. 28 февраля 1998 года) — бразильский боксёр-профессионал, выступающий в средней и во второй средней весовых категориях. Олимпийский чемпион 2020 года, бронзовый призёр чемпионата мира (2019), серебряный призёр панамериканских игр (2019), бронзовый призёр Южноамериканских игр (2018) в любителях.
Лучшая позиция по рейтингу BoxRec — 50-я (май 2025) и является 1-м среди бразильских боксёров второй средней весовой категории, — входя в ТОП-50 лучших супер-средневесов всего мира.

## Любительская карьера
Эберт да Консейсан Соуза выступает в средней весовой категории. В любительском боксе выступает с 2017 года.
На Панамериканских играх 2019 года в Лиме, он дошёл до финала, в котором уступил кубинскому спортсмену Арлену Лопесу
На чемпионате мира 2019 года в Екатеринбурге, Эберт дошёл до полуфинала в котором уступил российскому боксёру Глебу Бакши, тем самым завоевал бронзовую медаль.

### Олимпийские игры 2020 года

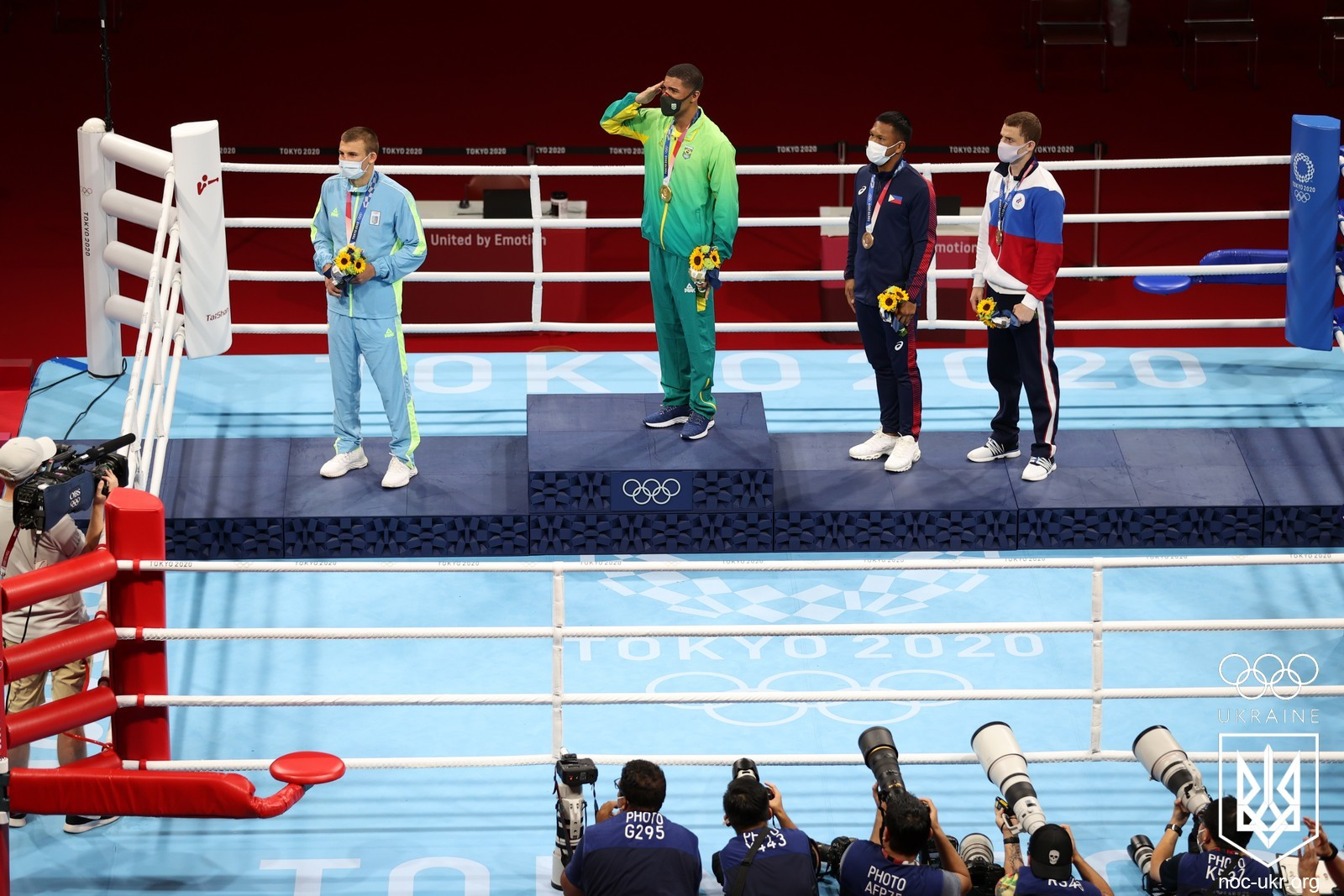
Эберт Консейсан в центре, во время церемонии награждения на Олимпийских играх 2020 года.

В 2021 году прошёл квалификацию на Олимпийские игры 2020 года. И в августе 2021 года стал чемпионом Олимпийских игр в Токио (Япония), в полуфинале одержал победу раздельным решением судей (1:4) над российским боксером Глебом Бакши. В финале нокаутом победив украинца Александра Хижняка, который по ходу боя побеждал по очкам.

## Профессиональная карьера
Подписал контракт с промоутерской компанией Probellum Ричарда Шефера
13 августа 2022 года начал карьеру профессионального боксёра во 2-м среднем весе (до 76,2 кг), досрочно техническим нокаутом во 2-м раунде победив никарагуанца Дэнни Мендоса (6-9).
26 августа 2022 года в Лауру-ди-Фрейтасе (Бразилия) победил по очкам единогласно Франсиско Невеса Валентима (1-4-1). Счёт после 6-ти раундов: 60—54.
11 ноября 2022 года в Шеффилде (Великобритания) победил по очкам местного Гидеона Оньенани (4-1) по итогам 6-ти раундов, счёт: 60—54
17 декабря 2022 года в Лауру-ди-Фрейтасе (Бразилия) в главном бою вечера нокаутом победил Моррама Де Араужо Сантоса (5-8) который был в нокдауне во втором и третьем раунде. 
1 сентябяр 2023 года в Хольстебро (Дания) победил нокаутом возрастного польского джорнимена Роберта Таларека (27-22-3, 18 КО). Фаворит активно начал бой, наносил много ударов, во втором раунде смог отправить поляка в два нокдауна, вынудив рефери остановить бой.
16 июня 2024 года в Сан Паулу (Бразилия) победил по очкам опытного Эскива Фалькао (30-2, 20 КО) и завоевал титул чемпиона Бразилии в суперсреднем весе (до 76,2 кг). Бой продлился все отведенные 10-ть раундов: 97—93, 97—92 и 98—91. Соуза UD 10.
10 мая 2025 года дебютировал в США (Киссимми, Флорида) в андеркарде вечера  от ProBox TV. Соперником стал 39-летний Роуди Монтгомери (11-6-1, 8 КО) из Калифорнии. В первом раунде бразилец доминировал. Монгомери был осмотрен врачом между 1-м и 2-м раундом. Во втором отрезке после жесткого попадания Монгомери сигнализировал что не будет продолжать ввиду травмы.